# Renaissance
Renaissance — англійський прогресивний рок-гурт, найбільш відомий своїм хітом 1978 року «Northern Lights» і класикою прогресив-року, як-от «Carpet of the Sun», «Mother Russia» та «Ashes Are Burning». Вони створили унікальне звучання, поєднавши ведучий жіночий вокал зі злиттям класичних, фолкових, рокових і джазових впливів. Характерними елементами звучання епохи Відродження є широкий вокальний діапазон Енні Хеслам, виразний акомпанемент фортепіано, оркестрові аранжування, вокальні гармонії, акустична гітара, бас-гітара, синтезатор і різноманітна робота на барабанах. Гурт здобув значну кількість прихильників на північному сході Сполучених Штатів у 1970-х роках, і цей регіон залишається їхньою найбільшою фанатською базою.
Оригінальний склад включав двох колишніх учасників Yardbirds, Кіта Рельфа та Джима МакКарті, а також Джона Гоукена, Луїса Сеннамо та сестру Рельфа Джейн Рельф. Вони мали намір створити «щось із більшим класичним впливом». Народився Renaissance, і група випустила студійний альбом у 1969 році, а ще один у 1971 році. Згодом Джон Тоут замінив Гокена на клавішних, після чого настав період великої плинності музикантів, поки не було створено «класичний склад» у складі Енні Хеслам, Джона Тоута, Майкла Данфорда, Джона Кемпа і Террі Саллівана, хоча жоден із них не був у групі відпочатку. Корнуолльська поетеса Бетті Тетчер-Ньюзінгер допомагала їм із текстами багатьох пісень. З 1972 по 1979 рік Renaissance випустив сім успішних студійних альбомів, багато гастролював і розпродав три вечори поспіль у Карнегі-хол разом з Нью-Йоркською філармонією.
1980-ті були для них невдалим часом: зміни персоналу та два відносно невдалі студійні альбоми призвели до розпуску колективу в 1987 році. Два різних відгалуження Renaissance існували одночасно в середині 1990-х. Гурт повторно сформувався в 1998 році для запису Tuscany, який зрештою був випущений у 2001 році; однак наступного року вони знову розпалися.
У 2009 році для Renaissance був створений новий склад на чолі з Хасламом і Данфордом, і з того часу гурт продовжував записуватись і гастролювати. Данфорд помер у листопаді 2012 року. Пізніше Хаслам заявив, що група продовжить гастролі. Склад у 2010-х, як правило, не був таким «англійським», як на початку існування гурту, з п'ятьма учасниками, які народилися в США, і одним учасником, що народився в Англії, але проживав у Сполучених Штатах. У 2013 році Renaissance випустив студійний альбом Grandine il Vento, перевиданий наступного року під назвою Symphony of Light.

## Історія гурту
Дебютував гурт багатообіцяючим альбомом «Renaissance», який продюсував ще один ветеран The Yardbirds Пол Семвелл-Сміт. На цій платівці було вдало поєднано фолк, джаз, блюз, рок та класичну музику. На наступному лонгплеї «Illusion» гурт запропонував подібну музику, а в ролі продюсера цього разу виступив Кейт Релф. Однак відсутність комерційного успіху призвела до кризи усередині групи і 1970 року Renaissance припинили свою діяльність.
Через два роки Renaissance повернулися на музичний ринок з альбомом «Prologue», але він був записаний у зовсім іншому складі: Енні Хаслем (Annie Haslam) — вокал; Джон Траут (John Trout) — клавішні; Майкл Данфорд (Michael Dunford) — гітара, вокал; Джон Кемп (John Camp) — бас, вокал, і Террі Саллівен (Terry Sullivan) — ударні. Згадкою про старий Renaissance залишилось лише те, що авторами двох творів були Джим Маккарті й поетеса Бетті Тетчер (яка писала для гурту раніше). Попри те, що музика до більшості композицій на альбомі «Prologue» належала Данфорду, перед початком нової студійної сесії він залишив гурт, щоб сконцентруватись на власних проектах. Його місце зайняв Мік Парсонс (Mick Parsons), який незабаром загинув в автокатастрофі. Новим гітаристом став Роб Хендрі (Rob Hendry), однак і він через рік залишив Renaissance, а до гурту повернувся Данфорд, який з часом став одним з лідерів формації.
Популярність гурту виявилась більшою у США, ніж Британії, тому 1975 року музиканти вирішили перебратися до Америки. Тому платівка «Turn Of The Card», з'явилась у Британії лише через рік після американського видання, а єдину концертну пропозицію гурту за участю «New York Philharmonic» було записано у «Carnegie Hall».
Оркестрове аранжування музиканти також використали на майже найкращій роботі Renaissance — альбомі «Scheherazade & Other Stories», де головною темою була 25-хвилинна композиція Данфорда «Song Of Scheherazade». Запропоновані на цьому лонгплеї вражаючі вокальні гармонії знайшли своє продовження на альбомі «А Song For All Seasons». Записана 1978
року ця платівка та сингл «Northern Lights», що походив з неї, стали єдиними британськими хітами гурту (альбом зайняв 35-е, а сингл 9-е місце). Сольна робота Хаслем «Annie In Wonderland» та черговий лонгплей гурту «Azure D'Or» І979 року у Британії були прийняті значно прохолодніше.
1980 року гурт залишили Саллівен і Таут, тому в запису чергового альбому «Camera Camera» поряд з Хаслем, Кемпом та Данфордом виступили Пітер Гослінг (Peter Gosling) — клавішні, вокал та Пітер Баррон (Peter Barron) — ударні. Ці музиканти разом з Ніком Мегнусом (Nick Magnus) — клавішні. Едді Хардіном (Eddie Hardin) — клавішні, Йеном Мослі (Ian Mosley) — ударні, Бімбо Акока (Bimbo Acocka)— саксофон та Дейвом Томпсоном (Dave Thompson) — труба записали лонгплей «Time-Line». Однак незважаючи на запевнення Джона Кемпа, що це найкращий альбом групи, критики його повністю розгромили, а слухачі проігнорували.
Після виходу Кемпа зі складу Renaissance дует Хаслем — Данфорд запросив до співпраці американських музикантів Рафаела Радда (Raphael Rudd) — клавішні та Марка Лампаріелло (Mark Lampariello) — гітара, бас. Однак 1987 року гурт провів прощальні гастролі, які завершив 6 червня у Сейрвіллі, штат Нью Джерсі. Майкл Данфорд почав працювати з Бетті Тетчер, а Енні Хаслем повернулась до роботи над сольними платівками. 1994 року вона почала виступати в США з власним гуртом, який назвала Annie Haslam's Renaissance, гурт записав альбом «Blessing In Disguise».
1995 року Джейн Релф теж утворила власний Renaissance і в зв'язку з цим Данфорд також вирішив відродити діяльність головного гурту Renaissance. Для цього він запросив нову вокалістку Стефані Едлінгтон (Stephanie Adlington) та нових музикантів: Філа Малфорда (Phil Mulford) — бас, Дейва Даула (Dave Dowle) — ударні, Стюарта Бредбері (Stuart Bradbury) — гітара та Енді Спіллара (Andy Spillara) — клавішні, які записали 1995 року платівку «The Other Woman». Авторами всіх творів виступили Майкл Данфорд і Бетті Тетчер, а серед запропонованих композицій була, наприклад, нова версія хіта «Northern Lights». 1997 року Данфорд разом з Стефані Едлінгтон, Джиммі Хастінгсом (Jimmy Hastings) — фортепіано та Річардом Брауном (Richard Brown) — гітара запропонував нову роботу Renaissance — альбом «Ocean Gypsy».

## Дискографія
| - 1969 Renaissance - 1971 Illusion - 1972 Prologue - 1973 Ashes Are Burning - 1974 Turn of the Cards - 1975 Scheherazade & Other Stories - 1976 Live at Carnegie Hall - 1977 Novella - 1978 In the Beginning - 1978 A Song for All Seasons - 1979 Azure d'Or - 1980 Rock Galaxy - 1981 Camera Camera - 1983 Time-Line | - 1990 Tales of 1001 Nights, Vol. 1 - 1990 Tales of 1001 Nights, Vol. 2 - 1995 Other Woman - 1995 Da Capo - 1997 King Biscuit Flower Hour (album live) - 1997 King Biscuit Flower Hour, Vol. 2 (album live) - 1997 Songs From Renaissance Days - 1997 Ocean Gupsy - 2000 Day of the Dreamer - 2000 Unplugged — Live at the Academy of Music… - 2001 Tuscany - 2002 Can You Hear Me (album live) - 2002 Blessing in Disguise - 2002 Renaissance - 2002 Renaissance (Collectors' Choice) |

### Енні Хаслем
- 1978: Annie In Wonderland
- 1984: Still Life
- 1989: Annie Haslam
- 1995: Blessing In Disquise (як гурт Annie Haslam's Renaissance)
- 1996: Stil Life.